# WASP-96 b
WASP-96 b — экзопланета в созвездии Феникса, является газовым гигантом. Находится на расстоянии приблизительно 1120 световых лет от Земли. Обращается вокруг жёлтого карлика WASP-96 на расстоянии 0,0453 астрономических единиц, совершает полный оборот за 3,4 земных суток. Обнаружена SuperWASP в 2013 году.
Согласно первоначальным данным, планета должна была быть безоблачной, практически не содержащей водяного пара. Однако повторный, более точный анализ аппаратом «Джеймс Уэбб» в 2022 году полностью перевернул представление о планете. Согласно новым данным, WASP-96b окутан густыми слоями облаков, имеет плотную атмосферу. Также были обнаружены доказательства наличия воды на экзопланете.
Масса газового гиганта приблизительно в 2 раза меньше юпитерианской, в то время как радиус — на 20 % превышает аналогичный показатель Юпитера.
Высокая температура небесного тела объясняется экстремальной близостью к материнской звезде: планета в 9 раз ближе к WASP-96, чем Меркурий к Солнцу.